# Clément Puchalski
Clément Puchalski  est un joueur français de volley-ball né le 10 octobre 1983. Il mesure 1,82 m et joue réceptionneur-attaquant.

## Clubs
| Club           | Pays   | De        | À         |
| -------------- | ------ | --------- | --------- |
| Saint-Louis VB | France | 2006-2007 | 2007-2008 |
| GFCO Ajaccio   | France | 2008-2009 |           |